# László Jeney
László Jeney (Cluj, 30 de maio de 1923 — 24 de abril de 2006) foi um jogador de polo aquático húngaro, atuava como goleiro, foi bicampeão olímpico.

## Carreira
László Jeney fez quatro presenças olímpicas, sendo bicampeão em 1952, 1956 o famoso (Banho de sangue de Melbourne).